# Корморанш сир Саон
Корморанш сир Саон (фр. Cormoranche-sur-Saône) је насељено место у Француској у региону Рона-Алпи, у департману Ен (Рона-Алпи).
По подацима из 2011. године у општини је живело 1064 становника, а густина насељености је износила 108,02 становника/km².

## Демографија
| 1962. | 1968. | 1975. | 1982. | 1990. | 2011. |
| ----- | ----- | ----- | ----- | ----- | ----- |
| 670   | 668   | 752   | 831   | 780   | 1.064 |